# Henry Blasdel
Henry Goode Blasdel (bij Lawrenceburg, 29 januari 1825 - Oakland, 26 juli 1900) was een Republikeins politicus uit de Verenigde Staten en de eerste gekozen gouverneur van de staat Nevada.

## Levensloop
Blasdel werd op 29 januari geboren in de buurt van Lawrenceburg in de staat Indiana. Hij kreeg beperkt onderwijs en ging naar een common school. Hij werkte als boer, winkeldirecteur en kapitein van rivierschepen. In 1852 ging Blasdel met zijn broer via Nicaragua naar het westen van de Verenigde Staten. Negen jaar later verhuisde hij naar het grondgebied van het huidige Nevada met zijn vrouw. Blasdel werd in datzelfde jaar benoemd tot rechter van Storey County. Hij werkte in Nevada in de molen- en mijnindustrie.
Tijdens de verkiezingen van 8 november 1864 werd hij tot gouverneur van Nevada verkozen. Hij stelde zich kandidaat voor gouverneur tijdens de verkiezingen van 8 november 1864 en won deze met 9.834 stemmen (60%). Blasdel werd daardoor de eerste door het volk gekozen gouverneur van Nevada en zijn termijn begon op 5 december 1864, vijf weken nadat Nevada een staat was geworden. In die vijf weken was James Nye de gouverneur geweest. In 1866 leidde Blasdel een verkenningstocht naar de Pahranagat Valley om daar een county op te richten. Zijn groep, die naast uit zichzelf uit mijnwerkers uit Austin (Nevada) bestond, verhongerde bijna in de Amargosawoestijn en één lid overleefde de tocht niet.
Blasdels eerste termijn eindigde in 1867, maar hij was op 6 november 1866 herkozen met 5.125 stemmen (56%). In maart 1869 kreeg Blasdel acht maanden verlof. Luitenant-generaal James Slingerland was tijdens zijn afwezigheid waarnemend gouverneur. Zijn tweede termijn duurde tot 2 januari 1871. Nadat zijn tweede termijn was geëindigd, trok Blasdel zich terug uit de politiek. In 1891 verhuisde hij met zijn gezin naar Oakland in Californië, waar hij tot zijn dood bleef wonen. Blasdel stierf op 26 juli 2015 in zijn huis, nadat hij ernstig ziek was geweest. Hij werd begraven in het Mountain View Cemetery in Oakland.

## Politieke daden
Blasdel was tegenstander van de legalisering van gokken en vetode dit tweemaal: in 1867 en 1869. De meerderheid van de wetgevende macht was voorstander van het geheel of deels legaliseren van gokken, omdat werd geredeneerd dat ook als gokken illegaal zou blijven het door zou gaan. Door Blasdels eerste vetostem werd de wetswijziging tegengehouden, maar ondanks zijn vetostem in 1869 werd gokken toch gelegaliseerd. Ook was Blasdel tegen alcohol bij plechtigheden van de staat, waardoor hij de bijnaam "coffee and chocolate governor" kreeg.
Tijdens Blasdels termijnen als gouverneur kwam veel corruptie voor in het bestuur van Nevada. Eben Rhoades, de eerste penningmeester van Nevada, leende geld dat van de staat was uit aan Blasdel, die het vervolgens gebruikte voor privégebruik.

## Privéleven
Henry Blasdel was getrouwd met Sarah Jane Blasdel en had drie kinderen.
- Gemeinsame Normdatei: 1190607999
- International Standard Name Identifier: 0000 0000 4977 9263
- Library of Congress Control Number: nr99008411
- SNAC: w6vd7g8r
- Virtual International Authority File: 63926810
- WorldCat: E39PBJrwTvRJTFBfhBhFBrfpfq